# Lunaria annua

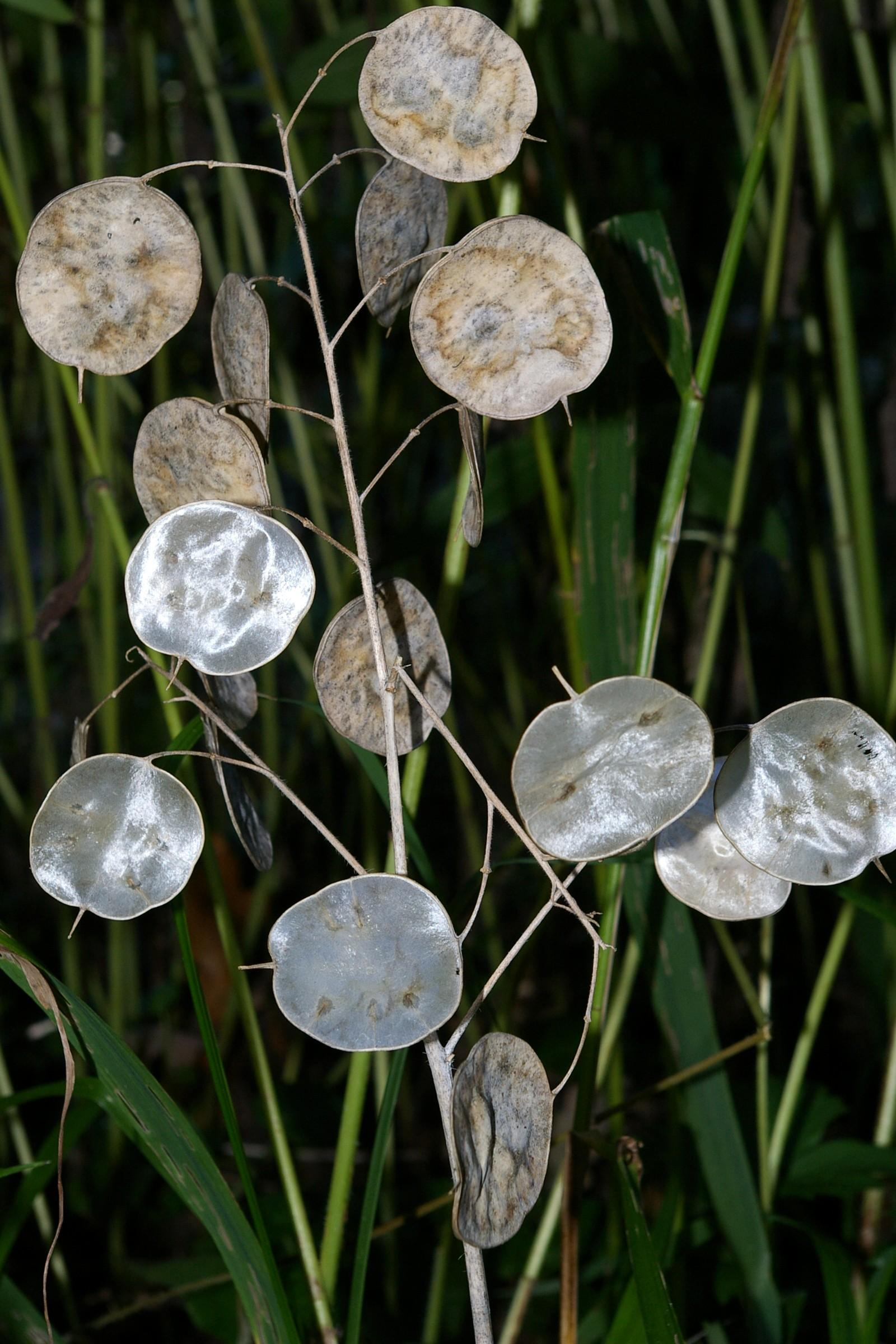
Lunaria madura.

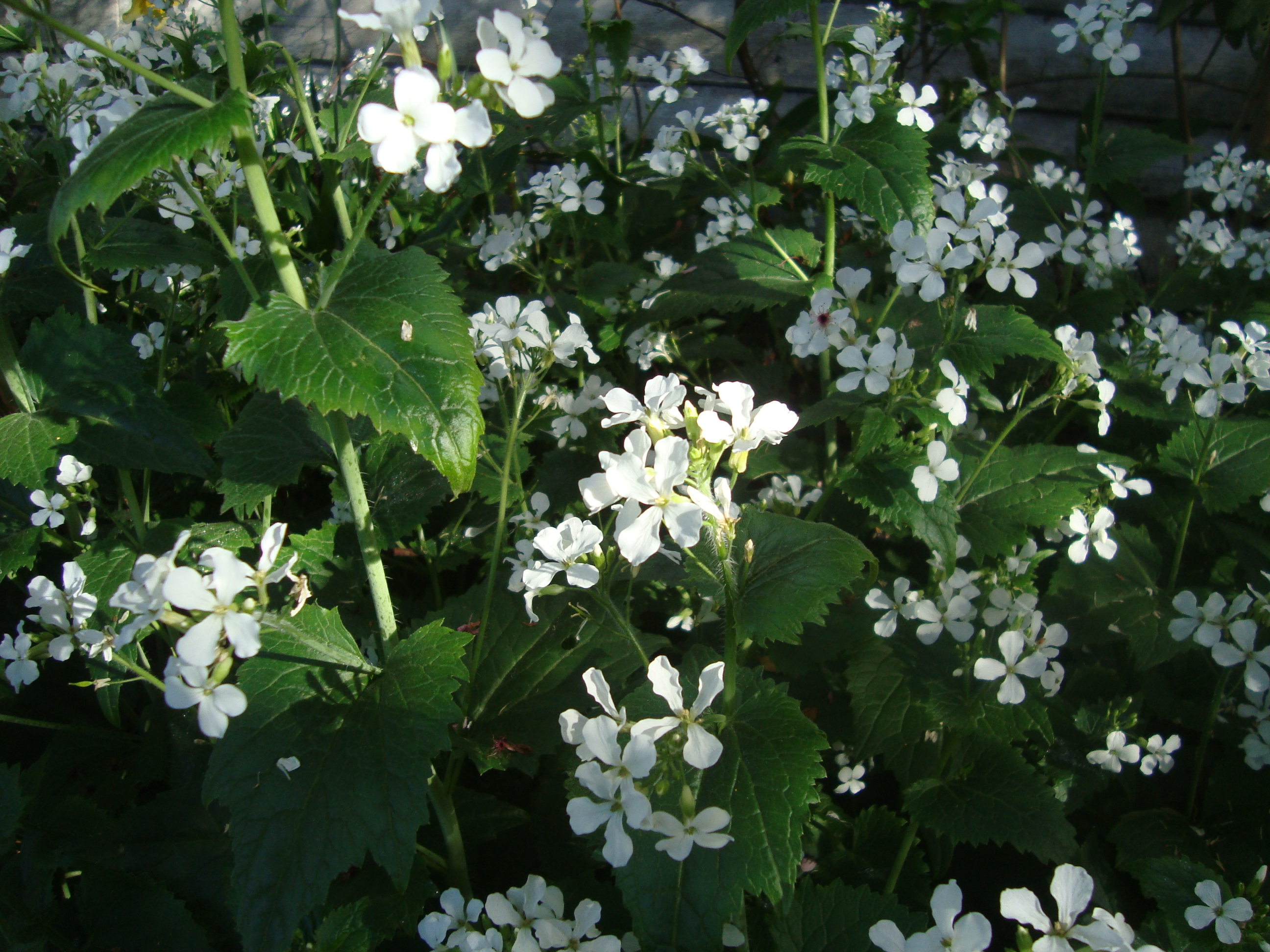
Lunaria annua blanca

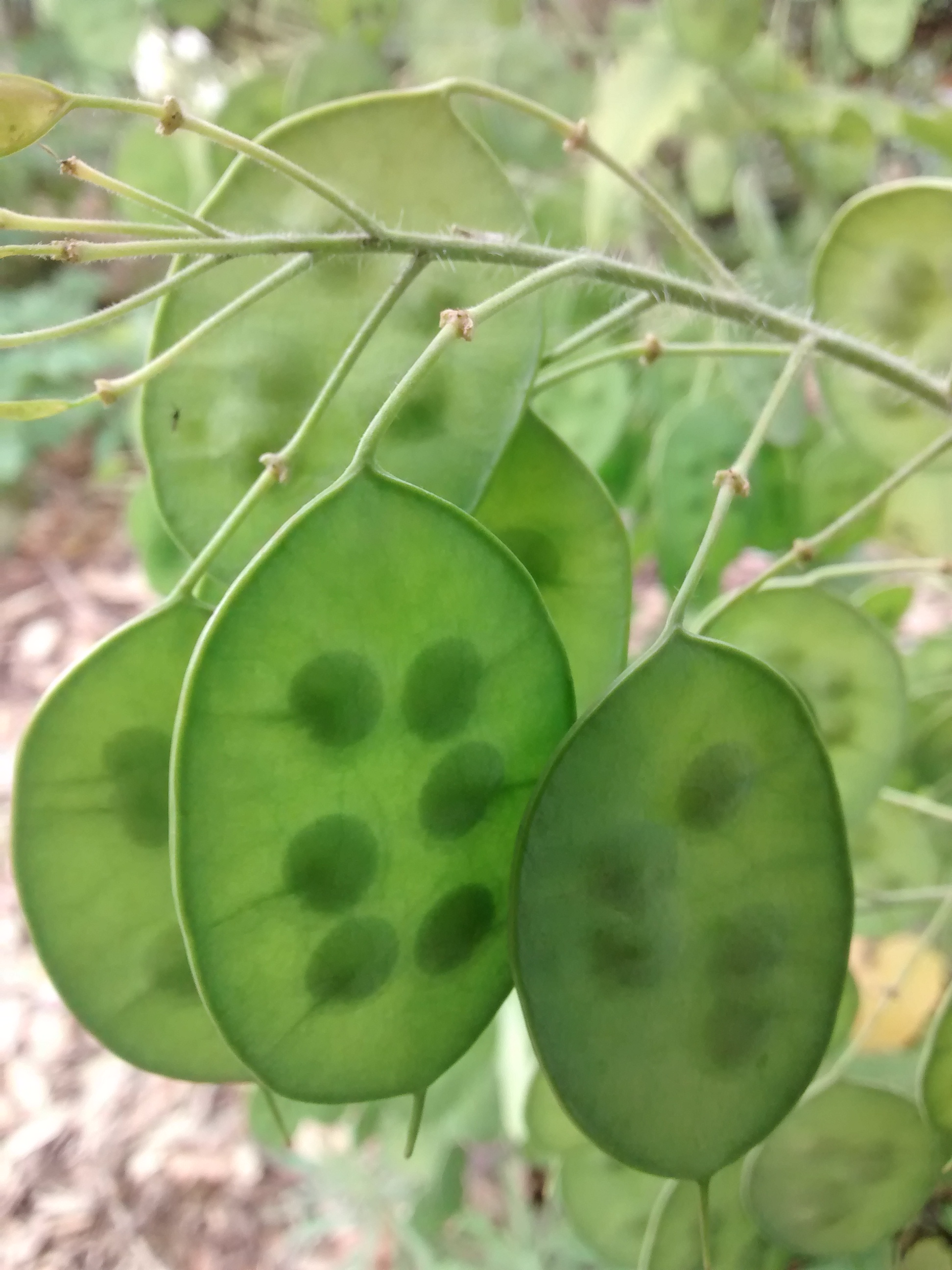
Fruto de Lunaria annua.

Lunaria, monedas del Papa, planta de la plata,  (Lunaria annua)  es una especie de planta fanerógama perteneciente a la familia de las brasicáceas.

## Descripción
La planta alcanza un tamaño de hasta 140 cm de alto, de tallos pilosos, bienal, ampliamente distribuida por Europa y también en Norteamérica y el sudeste de Asia. Tiene hojas grandes, oval punteadas con bordes serrados marcados. Las vainas son translúcidas y permanecen en la planta durante el invierno.  En el Sudeste Asiático, se la llama "monedas", debido a la forma sui generis de sus vainas, parecidas a monedas de plata.
Las hojas son alternas, cordiformes, dentadas, pubescentes, de color verde intenso. Sus flores son pequeñas, de color blanca, lila, rosadas o violáceas, se disponen en inflorescencias terminales en racimos. 
Florece en primavera y verano. La floración es poco abundante, pero permanece en la planta por varias semanas, plantando varios ejemplares juntos, forman una bonita combinación.Se utiliza en canteros mixtos. Los frutos (silicua) son ovales, lisos y planos, se tornan transparentes cuando maduran de un tono plateado, como nácar, otorgándole un llamativo elemento ornamental a la planta.
En Italia también se las conoce como "gli occhiali del Papa" (las gafas del Papa)

## Hábitat
En laderas con matorrales, preferentemente umbrosas y más o menos húmedas, espesuras, setos, baldíos, lindes de caminos, jardines y escombreras.

## Distribución
Originaria del sur de Europa e introducida en su mayor parte excepto Irlanda, Islandia, Finlandia, Dinamarca y Turquía.

## Usos
Los frutos se recogen para hacer ramos decorativos, pues sus septos plateado-nacarados persisten tras la dehiscencia. También cultivada como ornamental y frecuentemente naturalizada o casual.

## Cultivo y cuidados
Es una planta de fácil germinación, las semillas se siembran a finales de invierno, en un sustrato liviano y húmedo.
La altura de la Lunaria Annua, es de 50-70 cm, la plantación es recomendable realizarla en primavera, con una distancia de separación entre plantas de 25-30cm. Requiere un suelo suelto, fresco, bien abonado, con buen drenaje.
Tolera altas temperaturas aunque es aconsejable ubicarla en un sitio de semi sombra. Es una planta de fácil cultivo, con cuidados mínimos y riego moderado. Se debe cuidar del ataque de babosas y caracoles, al igual que de las hormigas.
Florece a fines del verano con flores de ricos colores púrpuras, rosados y combinaciones de estrelladas bicolores con blanco. Es una planta con un néctar vital y por lo tanto popular con mariposas, muy fáciles para cultivar, normalmente autosembrándose en posiciones soleadas o sombreadas. Sobre una temporada larga produce masas de vainas plateadas. La recolección de los frutos, en sus varas se utiliza para la decoración al simular bonitas monedas de nácar, de las mismas obtendremos las semillas para cultivar nuestras propias plantas.
Si les pasas los dedos (como cuando se intentan abrir las bolsas del supermecado) pierde dos capas finitas que recubren estas "hojas" que se quedan más bonitas y brillantes.

## Taxonomía
Lunaria annua fue descrita por Carlos Linneo y publicado en Species Plantarum 2: 653. 1753.
Citología
Número de cromosomas de Lunaria annua (Fam. Cruciferae) y táxones infraespecíficos: 2n=30
Variedad aceptada
- Lunaria annua subsp. pachyrrhiza (Borbás) Hayek

Sinonimia
- Crucifera lunaria E.H.L.Krause
- Lunaria annua subsp. annua
- Lunaria biennis Moench
- Lunaria inodora Lam.
- Viola lunaria Garsault[4]

## Nombre común
- Castellano: esperalasatodas, flor de la plata, flor de plata, hierba de la plata (2), hoja de la plata, hoja de plata (2), hoja la plata, lunaria (4), medalla del papa, moneda de papa, monedas de Judas, nácar (2), planta de las monedas, yerba del nácar.(el número entre paréntesis indica las especies que tienen el mismo nombre en España)[5]